# Miklós Fehér
Miklós Fehér (Győr, 20 juli 1979 – Guimarães, 25 januari 2004) was een 25-voudig Hongaarse voetbalinternational. Hij overleed op 25 januari 2004 op het voetbalveld tijdens een voetbalwedstrijd tussen zijn laatste club, de Portugese topploeg Benfica, en Vitória Guimarães. Fehér werd in de verlenging het slachtoffer van een hart- en ademhalingsstilstand.
Benfica had net een doelpunt behaald en Fehér trachtte tijd te rekken door een inworp van Guimarães te belemmeren. Hiervoor bestrafte scheidsrechter Olegário Benquerença hem met een gele kaart.
Fehér liep lachend weg en bleef enkele meters verder staan, boog voorover en ging onderuit door een hartaanval. Hulp kon niet meer baten voor de 24-jarige spits. Hij werd later officieel doodverklaard in het ziekenhuis van Guimarães.
Op 26 juni 2003 overleed op dezelfde manier de Kameroense speler Marc-Vivien Foé in Lyon tijdens de Confederations Cup. Op 28 augustus 2007 overleed eveneens op dezelfde manier Sevilla-speler Antonio Puerta. Puerta was op 25 augustus 2007 tijdens een wedstrijd ineengezakt op het veld.
Fehér speelde in totaal 25 keer voor het Hongaars voetbalelftal. Hij maakte zijn debuut op 10 oktober 1998 in het EK-kwalificatieduel tegen Azerbeidzjan, waarin hij het vierde en laatste doelpunt voor zijn rekening nam. Zijn 25ste en laatste interland voltooide Fehér op 11 oktober 2003 in de met 2-1 verloren EK-kwalificatiewedstrijd tegen Polen.